# Cantó de Varades
El cantó de Varades (bretó Kanton Gwared) és una divisió administrativa francesa situat al departament de Loira Atlàntic a la regió de Loira Atlàntic, però que històricament ha format part de Bretanya.

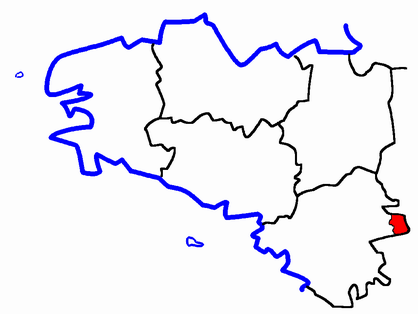
Situació del cantó

## Composició
El cantó aplega 6 comunes: 
| Nom francès               | Nom bretó        | Població | km²    | Codi Postal | Codi INSEE |
| Belligné                  | Belenieg         | 1451     | 32.80  | 44370       | 44011      |
| La Chapelle-Saint-Sauveur | Chapel-ar-Salver | 627      | 18,70  | 44370       | 44034      |
| La Rouxière               | Kerrouz          | 876      | 20,96  | 44370       | 44147      |
| Le Fresne-sur-Loire       | Runonn           | 700      | 6,29   | 49123       | 44060      |
| Montrelais                | Mousterlez       | 663      | 13,73  | 44370       | 44104      |
| Varades                   | Gwared           | 3.190    | 45,82  | 44370       | 44213      |
| Kanton                    | Gwared           | 7.507    | 138,30 | -           | 4445       |

## Història
| Data d'elecció                           | Identitat      | Partit | Qualitat |
| ---------------------------------------- | -------------- | ------ | -------- |
| 1996-                                    | Claude Bricaud | PS     |          |
| les dades anteriors no són pas conegudes |                |        |          |
|                                          |                |        |          |